# دریای دیوانه
دریای دیوانه یا دریای خروشان (به ایتالیایی: Mare matto) یک فیلم سینمایی کمدی-درام ایتالیایی به کارگردانی رناتو کاستلانی محصول سال ۱۹۶۳ است. این فیلم در بیست و چهارمین جشنواره بین‌المللی فیلم ونیز وارد رقابت شد.

## بازیگران
- ژان-پل بلموندو
- جینا لولوبریجیدا
- توماس میلیان
- اودوآردو اسپادارو
- میکله آبروتسو
- پیرو مورجیا
- پیترو توردی
- تانو چیمارزا
- آنیتا دورانته
- لامبرتو ماجورینی